# Rebecca L. Cann
Rebecca L. Cann (Nascuda el 1951) és una geneticista que va fer un avenç científic sobre la variació de l'ADN mitocondrial i l'evolució en éssers humans, popularment conegut com l'Eva Mitocondrial. La seva descoberta que tots els éssers humans vius són genèticament descendents d'una mare africana que va viure fa menys de 200,000 anys va esdevenir la base de teoria Sortida d'Àfrica, l'explicació més àmpliament acceptada de l'origen de tots els éssers humans moderns.
Actualment és Professora del Departament de Biologia Molecular i Cel·lular de la Universitat de Hawaiʻi a Mānoa.

## Vida primerenca i Educació
Rebecca Cann va néixer el 1951 i va passar la seva infantesa a Des Moines, Iowa, on va completar l'escola elemental. Un estiu, just abans de començar l'institut, la seva família es va traslladar a San Francisco, Califòrnia. El 1967 va ingressar en un Institut catòlic exclusiu per a noies a Califòrnia. El 1972 va obtenir el grau de Bachelor of Science (BS), el grau amb més contingut de genètica a la Universitat de Califòrnia, Berkeley. Llavors va treballar als Laboratoris de Cutter a Berkeley durant cinc anys (1972-1977) després d'acabar universitat, on va treballar amb proteïnes de sèrum de macaco i va aprendre les tècniques per construir l'arbre filogenètic, el qual seria al voltant d'on pivotarien les seves troballes posteriors. Va continuar a Berkeley d'UC per fer el doctorat en genètica sota la supervisió d'Allan Wilson del Departament de Bioquímica, i el 1982 va obtenir el grau de doctora graduat. Va aconseguir una beca post doctoral al Howard Hughes Medical Institute (HHMI) de la Universitat de Califòrnia, San Francisco (UCSF). Al 1986 es va incorporar al Departament de Genètica, Universitat d'Hawaii a Honolulu.

## Eva mitocondrial
Cann va establir els fonaments experimentals del concepte d'Eva Mitocondrial, i la consegüent teoria Sortida d'Àfrica. Des de finals dels 1970s ha recopilat mostres de mtDNA procedents de dones de fons ètnics diferents, com d'Asia, Oceà Pacífic Del sud, Europa i americans descendents d'african. Les dades les va fer servior per la seva tesi doctoral del 1982. Seguint la seva recerca, un jove estudiant de postgrau Mark Stoneking va afegir mostres d' aborígens Australians aborígens i Nou Guineans. El 1987, després d'un any de retard, el seu article col·lectiu va ser publicat a Nature,en el qual, els seus descobriments indicaven que tots els éssers humans vius eren descendents d'una mare sola, qui va viure a Àfrica fa ~200,000 anys. La mare teòrica de tots els éssers humans va esdevenir popularment l'Eva mitocondrial, i el concepte subjacent directament implica origen africà recent d'éssers humans moderns.